# 王后雄
王后雄（1962年6月—），湖北黄冈人，中师毕业后任教小学，后取得華中師範大學学历，1987年调入黄冈县一中。2004年6月起任華中師範大學化學學院教授。曾主編《化学重难点手册》等多本教輔。